# Збройні сили Норвегії
Збройні сили Норвегії (норв. Forsvaret, дос. «Захист») — сукупність військ Королівства Норвегії, призначена для захисту свободи, незалежності та територіальної цілісності країни. Включають у себе:
- Сухопутні війська;
- Королівські військово-морські сили;
- Королівські повітряні сили Норвегії;
- Сили територіальної оборони (з 6 грудня 1946 року).

## Історія
Збройні сили Норвегії були створені в 1814 році.
4 квітня 1949 Норвегія вступила в блок НАТО.
Після початку, влітку 1999 року, операції НАТО зі стабілізації обстановки в Косово і Метохії Норвегія направила військовослужбовців до складу контингенту KFOR.

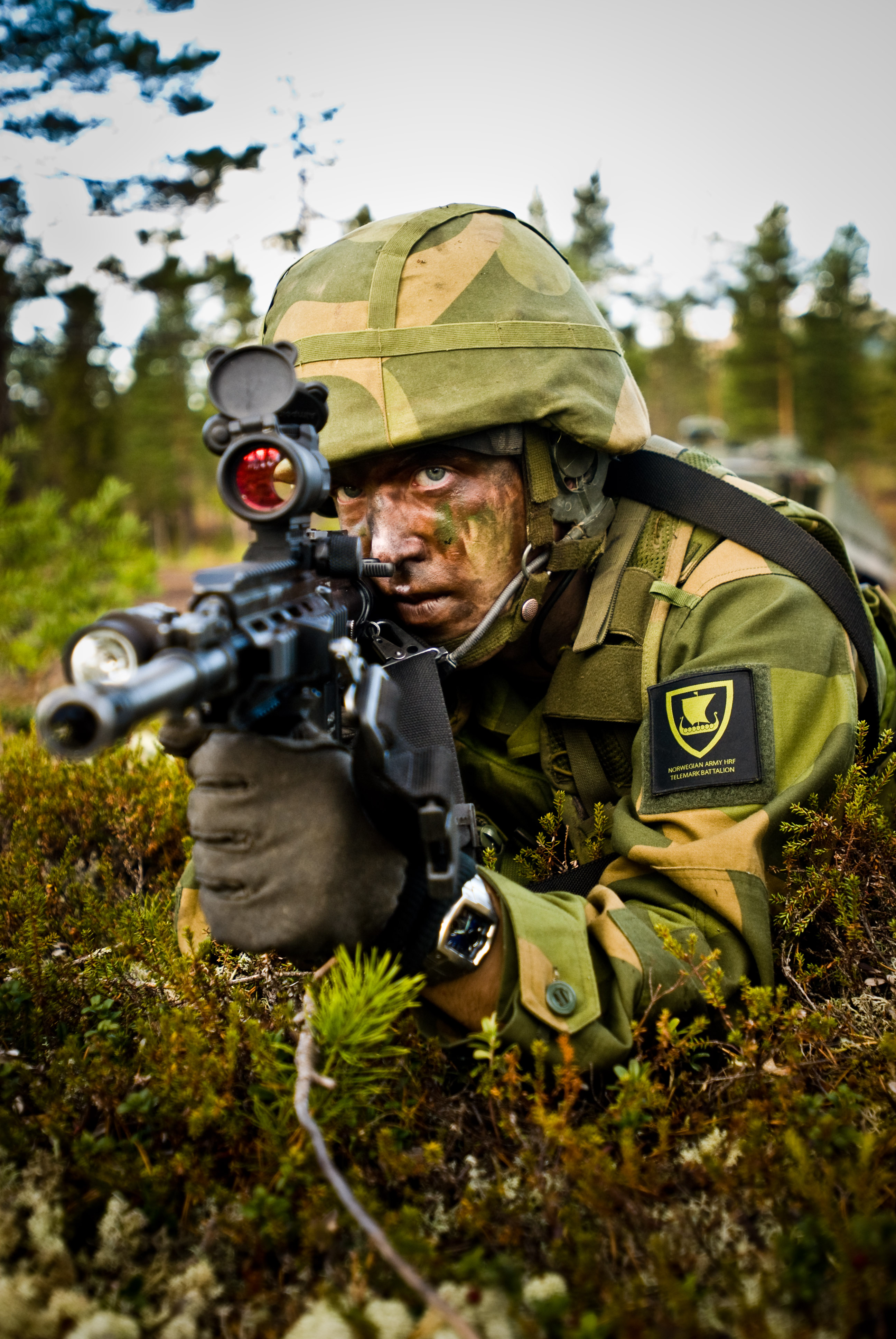
Норвезький піхотинець на польових навчаннях

Норвегія бере участь у війні в Афганістані, наприкінці 2001 року уряд направив військовий контингент до складу сил ISAF. Станом на 28 червня 2010 року, чисельність контингенту становила 500 військовослужбовців, станом на 1 серпня 2013 року — 111 військовослужбовців. Втрати норвезького контингенту ISAF в Афганістані склали 10 військовослужбовців убитими і не менш 840 пораненими. Крім того, 1 квітня 2011 року під час атаки на місію ООН у Мазарі-Шаріфі була вбита військовий радник ООН — підполковник військово-повітряних сил Норвегії Сірі Скаре (Siri Skare).
Норвегія брала участь у війні в Іраку, в липні 2003 року уряд направив військовий контингент до складу сил міжнародної коаліції. Контингент був виведений з Іраку наприкінці 2006 року. Крім того, за програмою NATO Training Mission-Iraq Норвегія відправила в Ірак 10 військових інструкторів і виділила 196 тис. доларів США на фінансування програми навчання сил безпеки Іраку
У 2008 році була створена бойова група сил Євросоюзу в Північній Європі (Nordic Battle Group), до складу якої були включені підрозділи Збройних сил Норвегії.
У 2011 році Норвегія брала участь у громадянській війні в Лівії; літаки F-16 військово-повітряних сил Норвегії були включені до складу угруповання НАТО і завдавали ударів по території Лівії.
У червні 2013 року уряд Норвегії розпочав розгляд законопроєкту про призов жінок в армію (який передбачає, що до 2020 року жінки повинні скласти 20% військовослужбовців країни)